# Liquid Swords
Liquid Swords – drugi album amerykańskiego rapera GZA członka Wu-Tang Clan, wydany 7 listopada 1995 roku nakładem wytwórni Geffen Records. Jest uważany za jeden z najlepszych (wraz z Only Built 4 Cuban Linx…, Raekwona) albumów wydanych przez członków Wu-Tang Clan. 17 stycznia 1996 roku, płyta osiągnęła status złotej, a 15 września 2015 roku, prawie 20 lat po wydaniu płyty, RIAA ogłosiło, że album uzyskał status płyty platynowej. Płyta została bardzo pozytywnie przyjęta przez krytyków.
Album w całości został wyprodukowany przez RZA, z wyjątkiem ostatniego dodatkowego utworu, który wyprodukował 4th Disciple, a wykonuje go Killah Priest.
W 1998 roku magazyn The Source umieścił album na liście 100 najlepszych albumów rapowych (ang. 100 Best Rap Albums), a w 2006 roku Liquid Swords znalazł się w książce Roberta Dmiery’ego, 1001 albumów, które musisz usłyszeć przed śmiercią. W 2010 roku RZA na swoim Twitterze  zapowiedział, że na jesień ma ukazać się sequel albumu zatytułowany Liquid Swords 2: The Return of the Shadowboxer. Produkcja albumu została jednak wstrzymana i obecnie nie wiadomo kiedy zostanie wznowiona.

## Muzyka
Na płycie występują wszyscy członkowie Wu-Tang Clan, a GZA nie wykonuje tylko ostatniego utworu zatytułowanego B.I.B.L.E. (Basic Instructions Before Leaving Earth), który w całości wykonuje Killah Priest. Na Liquid Swords podobne jak na innych albumach członków Wu-Tang Clanu większość utworów opiera się na samplach z lat 70. XX wieku i dialogach z azjatyckich filmów akcji, a szczególnie z filmów samurajskich. Na płycie raper porusza takie tematy jak szachy, przestępczość i filozofia. Album zaczyna się monologiem chłopca, który opowiada historię swojego ojca samuraja. Monolog pochodzi z filmu Shogun zabójca.

## Lista utworów
| #  | Tytuł                                                  | Wykonanie | Producent    | Sample | Czas |
| -- | ------------------------------------------------------ | --- | ------------ | --- | ---- |
| 1  | "Liquid Swords"                                        | - Intro/Refren: RZA - Zwrotki/Refren: GZA                                                                          | RZA          | - Willie Mitchell - "Mercy, Mercy, Mercy" - Willie Mitchell - "Groovin'" - Dialogi z filmu Shogun zabójca | 4:31 |
| 2  | "Duel of the Iron Mic"                                 | - Refren: Ol’ Dirty Bastard - Pierwsza zwrotka: GZA - Druga zwrotka: Masta Killa - Trzecia zwrotka: Inspectah Deck | RZA          | - David Porter - "I’m Afraid the Masquerade Is Over" - Ennio Morricone - "La Resa Dei Conti (Seconda Caccia)" - Dialogi z filmu Shogun zabójca - Dialogi z filmu Dragon on Fire                                               | 4:06 |
| 3  | "Living in the World Today"                            | - Intro: RZA - Refren/zwrotki: GZA - Wokal wspierający: Method Man                                                 | RZA          | - The Bar-Kays - "In The Hole" - Ann Sexton - "I’m His Wife, You're Just a Friend" | 4:23 |
| 4  | "Gold"                                                 | - Intro: Method Man - Zwrotki/refren: GZA                                                                          | RZA          | - Cannonball Adderley – "The Aries" | 3:57 |
| 5  | "Cold World"                                           | - Refren: Life - Pierwsza zwrotka: GZA - Druga zwrotka: Inspectah Deck                                             | RZA          | - The Dramatics - "In The Rain" - Stevie Wonder – "Rocket Love" - The Mothers of Invention - "Plastic People" - DeBarge - "Love Me in a Special Way" - Elmer Bernstein - "Love and Ambition" - Dialogi z filmu Shogun zabójca | 5:31 |
| 6  | "Labels"                                               | - Intro: RZA, Masta Killa - Zwrotka: GZA - Outro: GZA, Masta Killa                                                 | RZA          | - Thelma Houston - "Don't Leave Me This Way" | 2:54 |
| 7  | "4th Chamber"                                          | - Pierwsza zwrotka: Ghostface Killah - Druga zwrotka: Killah Priest - Trzecia zwrotka: RZA - Czwarta zwrotka: GZA  | RZA          | - Willie Mitchell - "Groovin'" - Kalyanji Anandji - "Dharmatma Theme Music (Sad)" - The Wonderland Philharmonic - "Assassin With Son" - Dialogi z filmu Shogun zabójca                                                        | 4:37 |
| 8  | "Shadowboxin'"                                         | - Intro/Pierwsza i trzecia zwrotka: Method Man - Druga zwrotka: GZA                                                | RZA          | - Ann Peebles - "Trouble, Heartaches & Sadness" - Dialogi z filmu Shaolin vs Lama | 3:30 |
| 9  | "Hell’s Wind Staff / Killah Hills 10304"               | - Intro: RZA, GZA, Masta Killa, Dreddy Kruger - Zwrotka: GZA                                                       | RZA          | - New Edition - "Lost in Love" - Dorothy Ashby - "Soul Vibrations" | 5:09 |
| 10 | "Investigative Reports"                                | - Refren: U-God - Pierwsza zwrotka: Raekwon - Druga zwrotka: GZA - Trzecia zwrotka: Ghostface Killah               | RZA          | - Three Dog Night - "I'd Be So Happy" | 3:50 |
| 11 | "Swordsman"                                            | - GZA | RZA          | | 3:21 |
| 12 | "I Gotcha Back"                                        | - Refren/śpiew: RZA - Zwrotka: GZA                                                                                 | RZA          | - "As Long As I've Got You" w wykonaniu The Charmels - Jackie Jackson - "Is It Him or Me" - The Mar-Keys - "Morning After" - The 45 King - "Red Alert" - Dialogi z filmu Shogun zabójca                                       |      |
| 13 | "B.I.B.L.E. (Basic Instructions Before Leaving Earth)" | - Killah Priest | 4th Disciple | - The Ohio Players – "Our Love Has Died" | 4:33 |

Uwagi
- Informacje o utworach opracowano na podstawie źródła[12]
- Informacje o użytych samplach opracowano na podstawie źródła[16][17]

## Notowania
| Rok  | Album         | Notowanie | Notowanie | Notowanie |
| Rok  | Album         | USA 200   | USA R&B   |           |
| ---- | ------------- | --------- | --------- | --------- |
| 1995 | Liquid Swords | 9         | 2         |           |

| Rok  | Utwór           | Notowanie | Notowanie | Notowanie | Notowanie |
| Rok  | Utwór           | USA 100   | Hot R&B   | Hot Rap   | Hot Dance |
| ---- | --------------- | --------- | --------- | --------- | --------- |
| 1994 | "I Gotcha Back" | —         | —         | 29        | 39        |
| 1995 | "Cold World"    | 97        | 57        | 8         | 8         |
| 1995 | "Liquid Swords" | 48        | 33        | 3         | 2         |
| 1996 | "Shadowboxin'"  | 67        | 41        | 10        | 9         |

## Wyróżnienia
| Publikacja         | Kraj            | Wyróżnienie                                              | Rok  | Pozycja |
| ------------------ | --------------- | -------------------------------------------------------- | ---- | ------- |
| About.com          | USA             | 100 Najlepszych albumów hip-hopowych                     | 2008 | 62      |
| About.com          | USA             | Najlepsze hip-hopowe albumy 1995 roku                    | 2008 | 3       |
| Ego Trip           | USA             | Najlepsze albumy hip-hopowe w latach 1980 – 1998         | 1999 | 3       |
| Face               | Wielka Brytania | Albumy roku                                              | 1995 | 16      |
| The Guardian       | Wielka Brytania | 1000 Albumów, które musisz usłyszeć przed śmiercią       | 2007 | *       |
| Hervé Bourhis      | Francja         | 555 Nagrań                                               | 2007 | *       |
| Hip-Hop Connection | Wielka Brytania | 100 Najlepszych albumów w latach 1995 – 2005             | 2005 | 7       |
| HUMO               | Belgia          | Albumy roku                                              | 1995 | 13      |
| Melody Maker       | Wielka Brytania | Albumy roku                                              | 1995 | 42      |
| NME                | Wielka Brytania | Albumy roku                                              | 1995 | 30      |
| OOR                | Holandia        | Albumy roku                                              | 1995 | 24      |
| Pitchfork Media    | USA             | 100 Najlepszych nagrań w latach 90                       | 2003 | 87      |
| Q                  | Wielka Brytania | Albumy roku                                              | 1995 | *       |
| Robert Dimery      | USA             | 1001 albumów, które musisz usłyszeć przed śmiercią       | 2005 | *       |
| Rolling Stone      | USA             | 25 najlepszych albumów hip-hopoych (według Chrisa Rocka) | 2006 | 13      |
| Select             | Wielka Brytania | 100 Najlepszych albumów lat 90                           | 2006 | 42      |
| Select             | Wielka Brytania | Albumy roku                                              | 1995 | 36      |
| The Source         | USA             | 100 Najlepszych albumów wszech czasów                    | 1998 | *       |
| Stylus             | USA             | Najlepsze 200 albumów wszech czasów                      | 2004 | 137     |

Uwagi
- Opracowano na podstawie źródła[23]
- Symbol (*) lista jest nieuporządkowana